# Thalassoma lunare
Thalassoma lunare je vrsta ustnač, ki poseljuje obalne vode Indijskega in Tihega oceana od globin 1 do 20 metrov.
Odrasli primerki zrastejo do 25 cm v dolžino, ribe pa so hermafroditi. Mlade ribe pa so po spodnji strani telesa modre barve, za to vrsto pa je značilna črna pega na korenu repa. Črno pego imajo te ribe tudi na hrbtni plavuti.